# Równie (Brzostek)
Równie – część miasta Brzostku, w województwie podkarpackim, w powiecie dębickim, w gminie Brzostek.
Przy ul. Równie w Brzostku znajduje się cmentarz wojenny nr 222 z I wojny światowej.
W XV-wiecznych źródłach Równie określane były mianem „Obszary”, były podzielone pomiędzy wójta Brzostku a opata benedyktynów z Tyńca. Jako granicę w dokumentach wymieniono jezioro. W XVIII w. na Równiach były z kolei dwa jeziora, klecieckie (przy skarpie brzosteckiej) i skurowskie (w sąsiedztwie dzisiejszej ul. Równie).